# Mistrzowie i wielcy mistrzowie zakonu krzyżowców z czerwoną gwiazdą
Od 1237 (czyli od powstania zakonu) do 1305 na czele  krzyżowców z czerwoną gwiazdą stał mistrz. Od 1305 mistrz zakonu był tytułowany jako supremus magister (najwyższy mistrz). W 1378 w stosunku do najwyższego zwierzchnika zgromadzenia użyto tytułu mistrz-generał, a w 1535 w oficjalnej korespondencji pojawił się tytuł wielkiego mistrza i od tamtej pory do czasów współczesnych ten właśnie tytuł jest używany w formie „generał i wielki mistrz Rycerskiego Zakonu Krzyżowców z Czerwoną Gwiazdą”. 
Lista najwyższych przełożonych (mistrzów i wielkich mistrzów) zakonu:
1. (1237-1248) Albert;
2. (1248-1260) Konrád, zwany Švábem;
3. (1260-1276) Merbot z Ratiboru;
4. (1276-1282) Otto, zwany Sasem;
5. (1282-1296?) Ekard;
6. (1296-1313) Fridrich I;
7. (1313-1324) Rudiger;
8. (1324-1351) Oldřich;
9. (1351-1352?) Jindřich;
10. (1352-1363) Lev;
11. (1363-1380) Fridrich II;
12. (1380-1407?) Zdeněk;
13. (1407?-1419) Jan ze Zdenic, wydalony;
14. (1419-1426) Mikuláš I. Čápský, usunięty;
15. (1426) Jan Čápský;
16. (1426-1428) Václav Holub ze Skorkova
17. (1428-1454) Erazim (Erasmus);
18. (1454-1460) Ondřej Pesmet, wydalony;
19. (1460) Jan Hulec, zrezygnował;
20. (1460-1490) Mikuláš Puchner;
21. (1490-1511) Matěj z Třebska (ze Střebska);
22. (1511-1552) Václav z Hradešína;
23. (1552-1580) Antonín Brus;
24. (1580-1590) Martin Medek;
25. (1592-1606) Zbyněk Berka z Dubé;
26. (1607-1612) Karel z Lambergu;
27. (1612-1622) Jan Lohel (Lohelius), O.Praem.;
28. (1623-1667) Arnošt Vojtěch z Harrachu (Ernst Adalbert von Harrach);
29. (1668-1694) Jan Bedřich z Valdštejna;
30. (1694-1699) Jiří Ignác Pospíchal;
31. (1699-1707) Jan František Franchimont z Frankenfeldu;
32. (1707-1721) Martin Konstantin Beinlich;
33. (1722-1750) František Matěj Böhmb;
34. (1750-1754) Julius František Waha;
35. (1755-1795) Antonín Jakub Suchánek;
36. (1795-1809) Ignác Blažej Zeidler;
37. (1810-1814) František Kristián Pittroff;
38. (1815-1839) Josef Antonín Köhler;
39. (1840-1866) Jakub Beer;
40. (1866-1878) Jan Jestrzabek;
41. (1879-1882) Emanuel Jan Křtitel Schöbel, zrezygnował;
42. (1882-1891) František Huspeka;
43. (1891-1902) Václav Horák;
44. (1902-1915) František Xaver Marat;
45. (1915-1958) Josef Vlasák;
46. (1958-1988) interregnum;
47. (1988-1992) Ladislav Sirový;
48. (1992-2001) František Václav Lobkowicz, O. Praem. (delegat apostolski);
49. (2001-2011) Jiří Kopejsko.
50. (2011-nadal) Josef Šedivý